# Màrius Serra
Pour les articles homonymes, voir Serra.
 (février 2019).
Si vous disposez d'ouvrages ou d'articles de référence ou si vous connaissez des sites web de qualité traitant du thème abordé ici, merci de compléter l'article en donnant les références utiles à sa vérifiabilité et en les liant à la section « Notes et références ».
Œuvres principales
Verbàlia
Màrius Serra i Roig, né le 1er mai 1963 à Barcelone (Catalogne, Espagne), est un écrivain, traducteur et journaliste espagnol d'expression catalane, auteur de mots croisés et créateur d'énigmes sur des mots.
Il a publié plus de six mille mots croisés, plus de deux mille articles, dix livres de romans et trois livres de jeu de mots parmi lesquels on peut remarquer Verbàlia.

## Biographie
Màrius Serra naît le 1er mai 1963 à Barcelone. Sa mère est née à Vilanova i la Geltrú, ville à laquelle il est très lié. Il étude la philologie anglaise à l'Université de Barcelone et donne des cours d'anglais. Il devient un écrivain dont l'œuvre est construite à partir de la littérature, de la communication et du jeu.

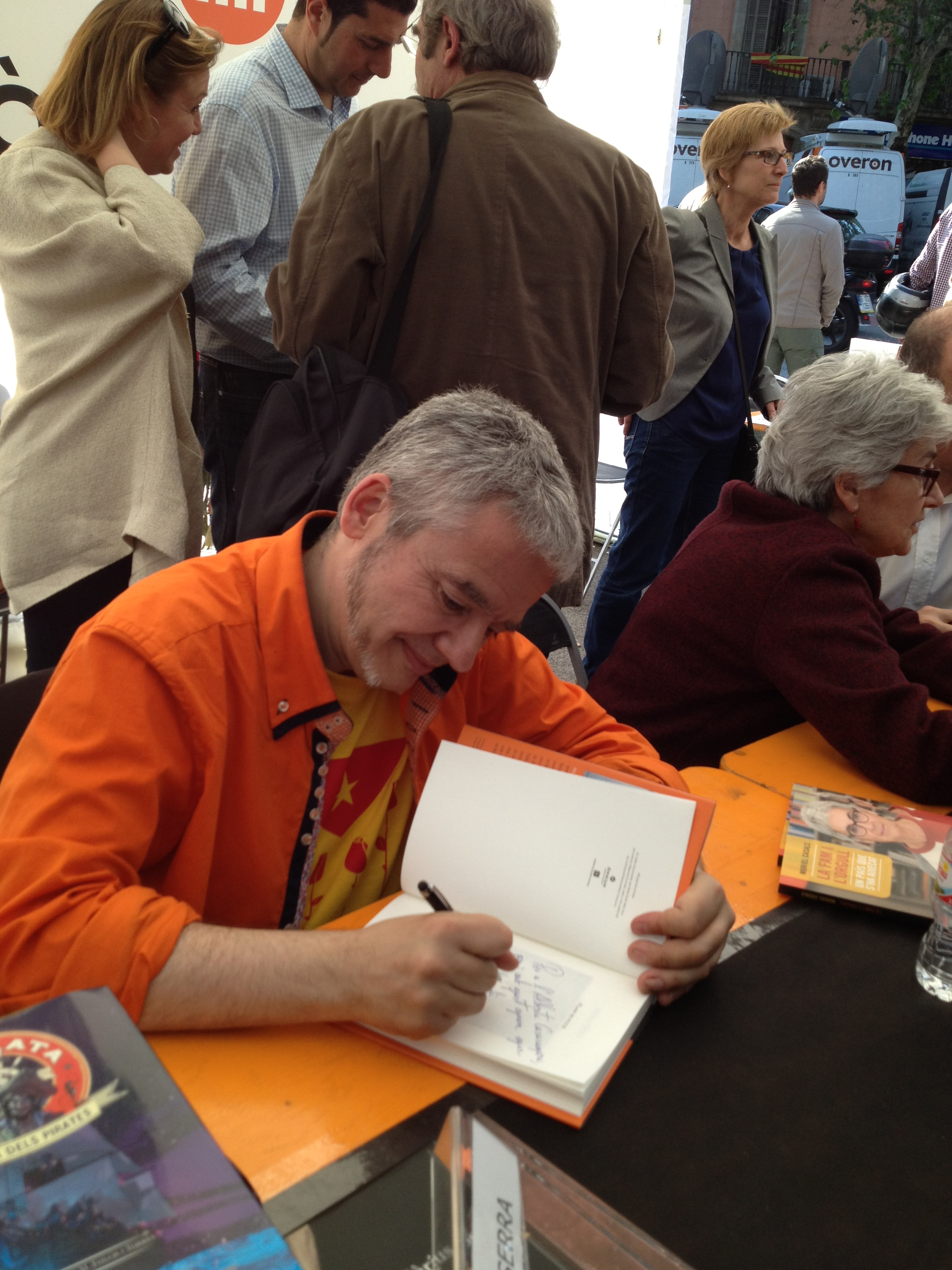
Màrius Serra lors d'une séance de dédicace à Barcelone, en 2013.

Il habite et écrit dans le quartier d'Horta à Barcelone. Il a deux fils, mais le benjamin, Llullu, qui est né avec une grave encéphalopathie, meurt en 2009. Màrius Serra lui consacre son livre Quiet.
Il collabore avec les Fondations Nexe et Guimbarda, qui travaillent avec des enfants handicapés.
Il publie des livres d'énigmes, des essais, des romans et des traductions d'auteurs anglais.
Il s'intéresse aussi à la musique mais sa passion, en plus d'écrire, est l'étude de jeux de mots. Spécialiste en ce domaine, il collabore habituellement avec le journal Avui, La Vanguardia et avec Catalunya Radio, où il dirige le programme Enigmarius. En outre, il travaille aussi dans le programme No es un día cualquiera de Radio Nacional de España avec une section de mots croisés.

## Œuvre

### Romans et récits
- 1987 : Línia
- 1988 : Amnèsia
- 1990 : L'home del sac
- 1991 : Tres és massa
- 1993 : Contagi
- 1996 : Mon oncle
- 1998 : La vida normal
- 1999 : AblanatanalbA
- 2003 : Monocle
- 2006 : Farsa (Planeta)  (ISBN 84-9708-165-X)[2]
- 2008 : Quiet
- 2013 : Plans de futur (Proa)  (ISBN 9788475883496)[3]

### Romanbluetooth
- 2007 :  La veritable història de Harald Bluetooth, court roman écrit et enregistré destiné au téléchargement par téléphone portable.

### Essais
- 2004 : De com s'escriu una novel·la
- 2007 : Enviar i rebre

### Publication de jeux de mots
- 1991 : Manual d'enigmístique
- 2000 : Verbàlia
- 2002 : Verbàlia.com
- 2010 : Dicciomàrius
- 2010 : Verbàlia 2.0

## Prix et reconnaissance
- 1986 Prix de la Ciutat l'Elx: Lletra menuda (récit compris dans Línia)
- 1987 Prix El Brot pour Amnèsia
- 1994 Prix de la Fundació Enciclopèdia Catalana de narrativa pour Mon oncle
- 1999 Prix de la Ciutat de Barcelona pour La vida normal
- 1999 Prix Octavi Pellissa pour Verbàlia
- 2001 Prix Lletra d'Or pour Verbàlia
- 2001 Prix de la critique Serra d'Or pour Verbàlia
- 2006 Prix Ramon Llull pour Farsa
- 2009 Prix Aspid pour Quiet
- 2012 Prix Sant Jordi du roman pour Plans de futur